# Тлачене
Тлачене (болг. Тлачене) — село в Болгарии. Находится в Врачанской области, входит в общину Бяла-Слатина. Население составляет 441 человек.

## Политическая ситуация
В местном кметстве Тлачене, в состав которого входит Тлачене, должность кмета (старосты) исполняет Цветан Йончев Христов (Коалиция в составе 3 партий: Национальное движение «Симеон Второй» (НДСВ), Земледельческий народный союз (ЗНС), «За общину Бяла-Слатина», Политическое движение социал-демократов) по результатам выборов правления кметства.
Кмет (мэр) общины Бяла-Слатина — Венцислав Велков Василев (Болгарская социалистическая партия (БСП)) по результатам выборов в правление общины.